# Lotnisko Gliwice
Lotnisko Gliwice (kod ICAO: EPGL) – cywilne lotnisko publiczne niepodlegające certyfikacji, pozwalające na wykorzystywanie go m.in. dla lotów biznesowych, sportowych oraz małego ruchu cargo. Położone w Gliwicach w dzielnicy Trynek, z polem wzlotów z nawierzchnią sztuczną. Od 1969 figuruje w ewidencji lotnisk Urzędu Lotnictwa Cywilnego pod poz. 17 (nr rejestracyjny 18). Od 22 września 2017, zarządzającym lotniskiem jest Górnośląski Akcelerator Przedsiębiorczości Rynkowej sp. z o.o. w Gliwicach (GAPR). Głównym użytkownikiem lotniska jest Aeroklub Gliwicki.

## Dane lotniska
Lotnisko użytku wyłącznego. Operacje lotnicze wyłącznie za pisemną zgodą Zarządzającego.
- Lotnisko: Gliwice – EPGL
- Lokalizacja (WGS–84):
  - 50° 16' 09,90„ N
  - 18° 40' 22,05" E
- Częstotliwość lotniska: 118.260 MHz – Gliwice Radio
- Droga startowa 08R/26L o wymiarach:
  - 900 × 23 m, beton[4]
  - 700 × 100 m, trawa[5]
- Droga startowa 28/10 o wymiarach:
  - 680 × 100 m trawa
- Odległość, kierunek od miasta: 2 km (1.1 NM), 180' GEO
- Elewacja pasa startowego: 254 m / 833 ft n.p.m.
- Pas o nawierzchni sztucznej posiada swój system oświetlenia. Zgodnie z INOP dostępny jest w dni robocze w godzinach 8:00–16:00 (początkowo będzie działał w godz. 10:00–16:00). W pozostałe dni, przyloty należy uzgodnić z Aeroklubem Gliwickim z min. 24h wyprzedzeniem[6]
- Dozwolony ruch lotniczy: VFR
- Wykonywanie lotów nocnych:
  - Lotnisko dostępne do lotów nocnych po telefonicznym potwierdzeniu z wyprzedzeniem 24 HR. Dostępne światła litery „T” oraz lampy przenośne.

Źródło:
Na terenie lotniska znajduje się budynek biurowy aeroklubu, restauracja, 2 hangary murowane zabytkowe przeznaczone dla Gliwickiego Centrum Edukacji Lotniczej, 2 hangary wybudowane dla Aeroklubu Gliwickiego, 2 hangary Politechniki Śląskiej, 1 hangar przeznaczony na salon sprzedaży samolotów, 1 blaszany (dla właścicieli prywatnych statków powietrznych), stacja paliw. Ponadto ma tu swoją siedzibę przedsiębiorstwo Flytronic.

## Strefa Silesia
Na gliwickim lotnisku od wiosny do jesieni działa strefa spadochronowa Szkoły Spadochronowej Silesia, z możliwością wykonywania skoków tandemowych oraz uczestnictwa w kursach spadochronowych AFF.

## Ośrodek Szkolenia Pilotów Air4
Umowę o lotnisko bazowe w Gliwicach posiada Certyfikowany Ośrodek Szkolenia Pilotów Air4, który posiada uprawnienia do organizowania i przeprowadzania szkoleń lotniczych do licencji pilota samolotowego rekreacyjnego LAPL(A), licencji pilota samolotowego turystycznego PPL(A), licencji pilota samolotowego zawodowego CPL(A), uprawnienia VFR NOC, uprawnienia do wykonywania lotów według wskazań przyrządów IR(A)/SE oraz IR(A)/ME.

## Śmigłowcowa Baza LPR (2007–2019)

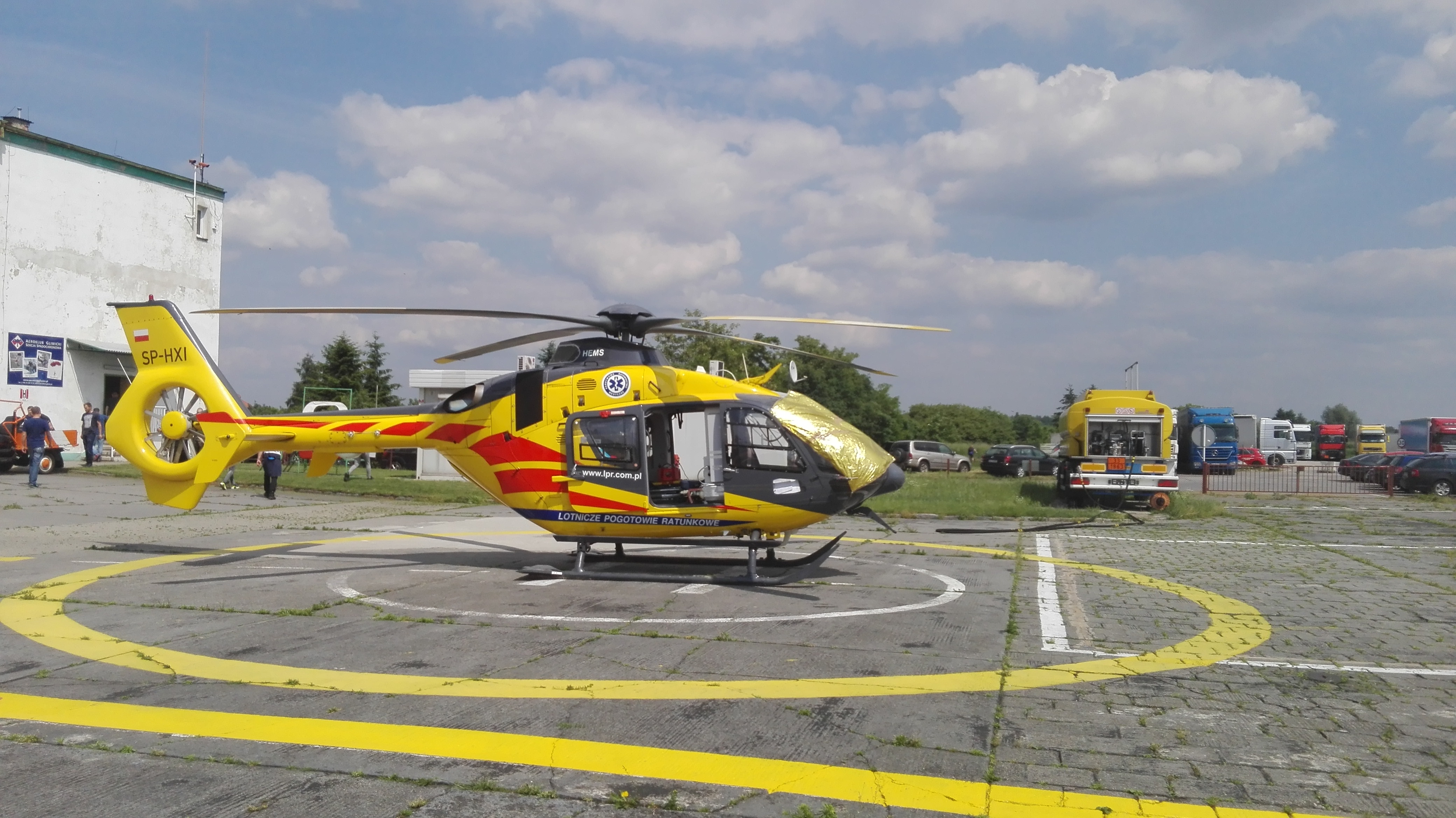
Eurocopter EC135P2 LPR w Gliwicach (2016)

25 września 2007 na lotnisko została przeniesiona baza Lotniczego Pogotowia Ratunkowego na Województwo śląskie, mająca na wyposażeniu śmigłowiec Eurocopter EC135. Obszar operacyjny poprzedniej bazy na lotnisku Muchowiec w Katowicach w 45% pokrywał się z obszarem operacyjnym śmigłowca stacjonującego w Krakowie. Przeniesienie bazy pozwoliło na rozszerzenie obszaru operacyjnego o nieobjęty dotychczas fragment autostrady A4, jak również część województwa opolskiego. 15 grudnia 2019 Śmigłowcowa Baza LPR w Gliwicach zakończyła swoją działalność i 16 grudnia 2019 została uruchomiona tymczasowa baza Lotniczego Pogotowia Ratunkowego na lotnisku w Kaniowie (EPKW). Funkcjonowanie bazy tymczasowej zaplanowano do 25 października 2020. Ratowniczy Eurocopter stacjonował tam do dnia 25 października 2020, w tym dniu zakończono budowę docelowej bazy LPR na lotnisku Katowice-Muchowiec (EPKM).

## Historia lotniska

### Etap pierwszy do 1945
Źródła: Historię lotniska w Gliwicach do 1945 podano za: Jacek Schmidt, Rocznik Muzeum w Gliwicach, tom 7/8 (1991/1992).
- 1910 – zorganizowano prowizoryczny pas startowy na polanie lasu miejskiego za Zameczkiem Leśnym. Przybył tam ze swoją maszyną bardzo lekkiej i delikatnej konstrukcji francusko-niemiecki inżynier Claude Dornier(inne języki). Wzniósł się wraz z pasażerem na wysokość 50 m. Maszyna (o wartości 12 000 marek) miała wys. ok. 1 m. Dwóch mocnych ludzi popychało maszynę w celu nabrania rozpędu i mimo obaw wzniosła się ona w powietrze. Kilkakrotnie też wjechał w graniczące z polaną w kartoflisko.
- 1913 – 8 lutego władze w Berlinie w poufnym piśmie wezwały radę miasta Gliwice do utworzenia lotniska dla celów wojskowo-cywilnych (polecenie zbudowania lotniska otrzymały na Śląsku poza Gliwicami: Wrocław, Kluczbork i Głogówek. Wskazano, aby wyznaczyć dla tych potrzeb teren ok. 200 × 400 m z hangarem na 3 samoloty o wymiarach 17 × 20 m i szerokości bramy 17 × 20 m). Lotnisko zostało zlokalizowane w okolicy 3. stawów na dawnym terenie ćwiczeń jednostki wojskowej, w miejscu, gdzie następnie zbudowano Kąpielisko Leśne. Teren ten został w październiku 1913 wydzierżawiony miastu przez właściciela hr. Johanna von Welczka(inne języki).
- 1914 – 1 października lotnisko zostało otwarte do użytku, jego powierzchnia wynosiła około 200 × 500 m. Niestety próbne lądowanie na tym lotnisku położonym w dolinie okazało się niefortunne. 1 kwietnia 1917 Ministerstwo Wojny wypowiedziało umowę o użytkowaniu lotniska i przekazało teren miastu.

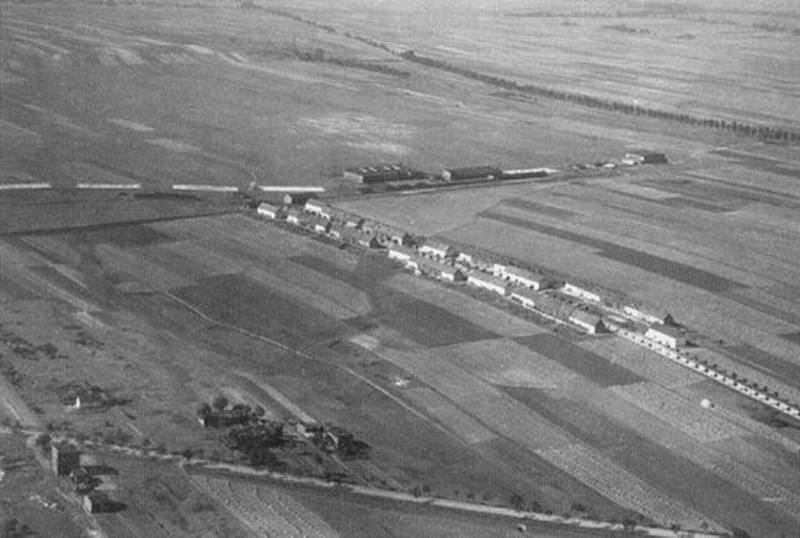
Lotnisko w Gliwicach (Gleiwitz) (1916)

- 1916 – na polecenie władz wojskowych lotnisko w obecnym miejscu zostało zbudowane na polach w kierunku Bojkowa do którego doprowadzono elektryczność i linię kolejową. Zajmowało powierzchnię około 117 ha. Zbudowano tam 8 hal samolotowych, w tym 2 hangary o konstrukcji metalowej, stację kontroli silników oraz budynek administracyjny. W późniejszym okresie powstały jeszcze budynki takie jak kasyno oficerskie, budynek sztabowy, mieszkania dla pracowników obsługi oraz pomieszczenia szkoły lotniczej. Mocą postanowień konferencji wersalskiej wszelkie urządzenia na tym lotnisku miały zostać zrównane z ziemią, a teren oddany dla celów rolniczych. Ostatecznie teren wydzierżawiły Zakłady Kablowe, które zobowiązały się do zbudowania tam fabryki kabli elektrycznych. Lotnisko leżało na skrzyżowaniu tras:
  - Londyn–Hamburg–Berlin–Wrocław–Gliwice–Lwów–Odessa–Tbilisi–Teheran
  - Rzym–Genua–Triest–Wiedeń–Gliwice–Warszawa.
- 1919 – 17 kwietnia mimo nałożonych przez zwycięskie mocarstwa ograniczeń, władze wojskowe zaproponowały wykorzystanie terenu byłego lotniska w Gliwicach dla utworzenia pasażerskiego lotniska dla linii Gliwice–Wrocław. Budynki zburzone po wojnie odbudowano, doprowadzono wodę i elektryczność. Doprowadzono linię kolejową i założono pocztę. Krótko przed oddaniem lotniska do użytku, zbudowano jeszcze prowizoryczny dworzec lotniczy i stację meteorologiczną.
- 1924 – zbudowano nowoczesny jak na owe czasy hangar z wrotami o szerokości 35 m dla przyjęcia największych samolotów, wraz z przyległymi pomieszczeniami jak: warsztat naprawy samolotów, magazyn oraz pomieszczenia administracyjne, Całość o wymiarach 35 × 40 m.
- 1925 – z inicjatywy generalnego dyrektora zakładów Schaffgotscha, Wernera (jemu też przypisuje się główne zasługi w powstaniu lotniska w Gliwicach), utworzono spółkę akcyjną (AG). W tym też roku powstało Towarzystwo Lotnicze, które z początku dysponowało 2 samolotami, przysłanymi przez zakłady Junkersa. Chrztu dokonała żona naczelnika Piątka, nadając jednemu samolotowi nazwę „Ostmark”, zaś drugiemu „Oberschlesien”. Uroczystości towarzyszyli hr. Strachwitz i hr. Praschma oraz przedstawiciel władz prowincji i miasta. Po części oficjalnej odbyły się m.in. skoki spadochronowe.
- 1925 – 1 maja rozpoczęły się regularne loty z lotniska w Gliwicach. Od chwili otwarcia linii na trasie do Berlina z przerwą we Wrocławiu, pasażerów zabierał do i z lotniska samochód Lufthansy. Rozkład lotów: do Wrocławia o 8.00 przylot 9.50. Z Wrocławia odlot o 16.40 przylot do Gliwic 18.00. Lotnisko przyjmowało pocztę w dniu odlotu do godz. 7.30, następnie Gliwice–Wrocław–Lipsk.
- 1925 – 6 i 27 września zorganizowano w celach propagandowych tzw. „Dni Lotnictwa”.
- 1926 – pierwszy „Dzień Lotnictwa” zorganizowano w Zielone Świątki. Przygotowano wówczas 6 samolotów. Po uroczystym poświęceniu samolotu o nazwie „Gleiwitz” wystartował on i wzniósł się na wysokość 4000 m (na te imprezy ściągano najlepszych pilotów i skoczków z całych Niemiec). Nie zabrakło też skoczków gliwickich Köstera i Oleschewskiego, którzy skakali z wysokości 600 i 800 m. Podczas pokazów przygotowawczych na lotnisku miała miejsce katastrofa samolotu. Pilot Phillip na samolocie Albatros z wys. 60 m runął na pole koziołkując. Samolot uległ zniszczeniu. Pilot został ciężko ranny. Zdarzały się też inne wypadki, choć poza gliwickim lotniskiem. W pokazach lotniczych pod Żaganiem zginął z powodu awarii spadochronu gliwicki skoczek Haar. Skakał z wysokości 300 m.
- 1926 – zbudowano prowizoryczny budynek, w którym mieściła się stacja meteorologiczna (prowizorycznie urządzona były już 1925). Stacja otrzymała do swojej dyspozycji specjalny samolot do pomiarów pogody o nazwie D-338 „Nebelkrähe”. Było to pierwsze na Górnym Śląsku obserwatorium meteorologiczne. Pomiary przeprowadzano od 5.00 do 22.00. Koszty budowy stacji wyniosły około 20 000 marek, zaś przyrządy około 6000 marek. Stacja składała się z 14 pomieszczeń. Oprócz pracowni pracownicy mieli do dyspozycji: bibliotekę, ciemnię fotograficzną, mieszkanie. W związku z trudną sytuacją finansową miasta, które przestało płacić na jej utrzymanie, stacja została w 1933 zlikwidowana. Zorganizowano również dla ochotników kurs skoczków spadochronowych. Gliwice otrzymały, jako pierwsze w całej prowincji, prawo przeprowadzania kursów szybowcowych w części praktycznej i teoretycznej oraz przeprowadzania egzaminów. W całych Niemczech obowiązywał regulamin kursów opracowany przez gliwickich lotników. Przewodniczącymi komisji byli kierownik wyszkolenia Mattern oraz dyrektor Gliwickiego Związku Lotniczego J. von Arnim.
- 1927 – 21 kwietnia otwarto linię Gliwice–Brno–Wiedeń (z Berlina przyleciał samolot Lufthansy, który poleciał w pierwszy kurs otwierając nową linię, którą zamknięto w 1929 z powodu okrojenia dotacji państwowych, mimo że była bardzo dochodowa – 0,32 marki od km, a lot trwał 2 godz.). Z czterech tras z Gliwic: Gliwice–Wrocław–Berlin, Gliwice–Jelenia Góra, Gliwice–Wrocław-Szczecin oraz Gliwice–Wiedeń utrzymała się jedynie ta pierwsza.

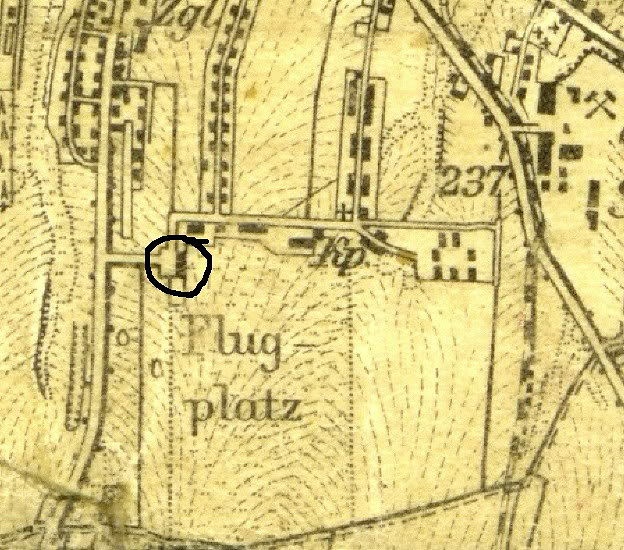
Lotnisko w Gliwicach na mapie (1930)

- 1927 – 14 sierpnia po raz pierwszy wykorzystano samolot do pomocy cierpiącym. Samolot Junkers wystartował z 40 000 ampułkami zastrzyków przeciwko cholerze w Iranie (dotarł tam po 3 dniach).
- 1929 – lato, lądował w Gliwicach rumuński samolot RD-ARPA pilotowany przez Hermanna Roedera(inne języki), a pasażerem był szef lotnictwa rumuńskiego gen. Roukeczi. W okresie Wielkiego kryzysu, Związek Gliwickich Pilotów organizował kursy dla bezdomnej młodzieży (w ten sposób 12 osób mogło korzystać z wyszkolenia przy naprawie samolotów w miejscowych warsztatach, a potem podjąć tam pracę).
- 1929 – 10 sierpnia oddano uroczyście do użytku nowoczesny port lotniczy. Najwyższa część to hala przyjęć pasażerów wykonana była z rozmachem i na wyrost, z możliwością ewentualnej rozbudowy. Tu odprawiano podróżnych i ich bagaże. Obok była część administracyjna, a z drugiej strony restauracja. W części administracyjnej znajdowały się biura dla personelu lotniczego. Towarzystwo Lotnicze, biuro Lufthansy, centrala telefoniczna, pokoje zameldowania, dyrekcja, księgowość i kasy, pokoje lotników, biura stacji meteorologicznej, policji powietrznej, urząd celny, pocztowy i ekspedycja towarowa. W części południowej była poczekalnia dla pasażerów, restauracja, kantyna oraz pomieszczenia gospodarcze. Na piętrze znajdowały się pokoje gościnne, mieszkania dla dzierżawcy restauracji oraz personelu. Nad holem dwa pomieszczenia dla urzędników. Całość wieńczył przewidziany dla policji powietrznej punkt obserwacyjny połączony z biurem telefonem. Nad punktem było urządzenie świetlne składające się z 3 lamp neonowych kierujących samoloty w nocy. Przed budynkiem znajdowała się kawiarnia z obszernym tarasem przylegającym do pasa startowego wraz z widokiem na niżej położone miasto. Zadbano o lepszy dojazd do lotniska i większy parking (wprowadzono co półgodzinne kursy autobusów od dworca kolejowego na lotnisko począwszy od godz. 13.39 do późnych godzin wieczornych, a w sobotę i niedzielę do północy). Na lotnisku zbudowano też funkcjonale warsztaty naprawcze. Ostatecznie pole lądowania samolotów wynosiło 600 × 1200 m. Projekt całości był autorstwa Karla Schabika i Sattlera.
- 1929 – 17 października w „Dzień Lotnictwa” mieszkańcy Gliwic obserwowali przelot sterowca „Zeppelin”. Na wysokości 250 m okrążył on miasto, potem obniżył lot nad rynkiem do 150 m, następnie obniżając lot do 50 m przeleciał w kierunku lotniska. Następnie ponownie okrążył miasto i odleciał nad Ostropą i Sośnicowicami w kierunku Raciborza. W tym dniu na lotnisku zebrało się około 5000 osób, w mieście dzwoniły wszystkie dzwony oraz huczały syreny. Nadburmistrz przekazał drogą radiową pozdrowienia dla „Zeppelina”, którego załoga przekazała je również miastu.
- 1930 – 1 marca rozpoczęto regularne loty na trasie Gliwice–Konstantynopol (start odbywał się o godz. 4.00, przylot przewidywano przed zmierzchem, na początku loty odbywały się raz w tygodniu) i Gliwice–Wrocław–Berlin.
- 1930 – 4 maja „Dniu Lotnictwa” m.in. rozegrano zawody spadochronowe na celność z wysokości 400 m. Zwyciężył H. Geck z Bambergu – 19 m od środka, 2. Wiellman – 119 m, 3. Köstner z Gliwic – 150 m, 4. Conrad – 200 m, 5. pani Fridel Förster z Hamburga – 337 m, 6. Klee – 537 m i 7. Buks – 651 m.
- 1930 – podpisano umowę na włączenie Gliwic do linii z Paryżem przez Wrocław–Halle–Kolonię. Start w Gliwicach o godz. 6.50, lądowanie o godz 17.00 w Paryżu. W Paryżu start o 8.00, a lądowanie w Gliwicach o 18.30. Pierwszy lot odbył się 23 czerwca 1930. W mocy pozostało połączenie z Pragą przez Monachium do Zurychu.

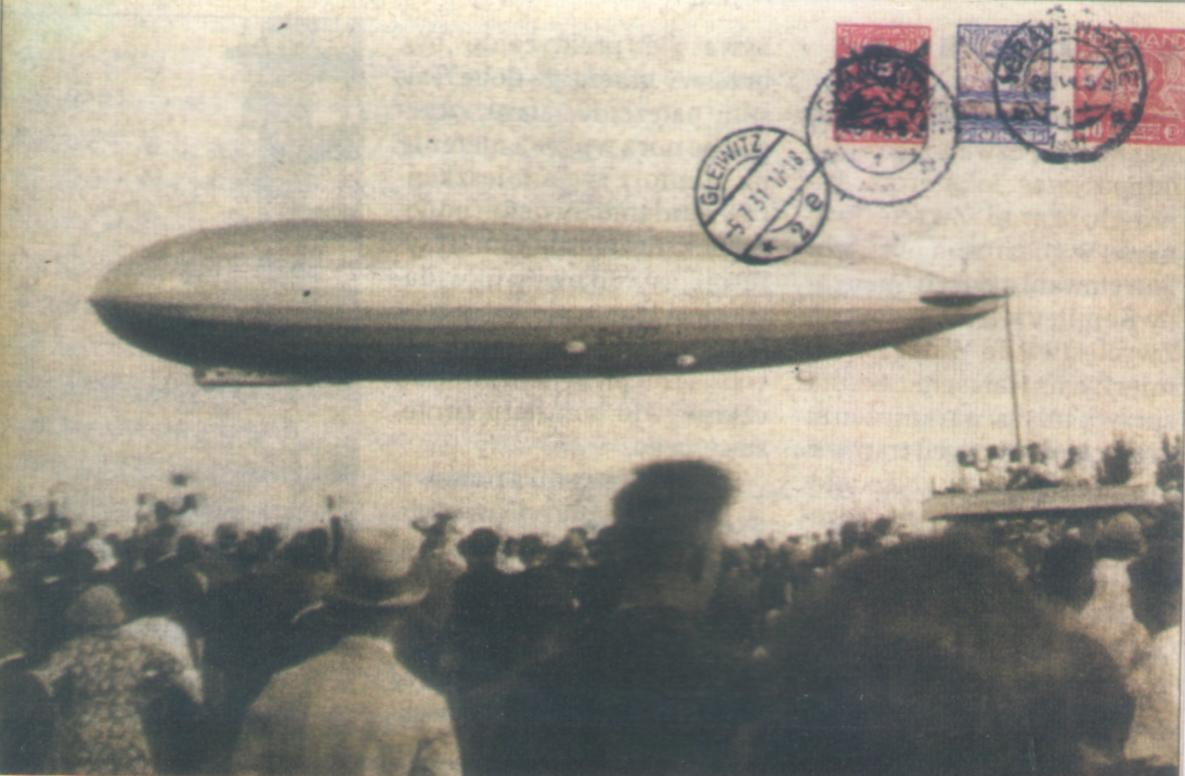
Sterowiec Graf Zeppelin na lotnisku w Gliwicach (5 lipca 1931)

- 1931 – 5 lipca o godz. 18.00 w drodze z Drezna, na lotnisku wylądował sterowiec „Graf Zeppelin. Kapitanowie sterowca Lehmann i Schiller nie wysiedli, tylko wychylili się z gondoli pozdrawiając mieszkańców. Po wręczeniu kwiatów i plakietek wymieniono pocztę oraz paczki, który o godz. 18.30 odleciał do Friedrichshafen[14]. Na uroczystość tę przybyła znana z lotu nad Afryką Elly Beinhorn(inne języki), która uczestniczyła w tym dniu w pokazach lotniczych.
- 1932 – na lotnisku zaczęto stosować specjalne rakiety dymne służące jako ostrzeżenie dla obcych samolotów przekraczających granicę niemiecką. Aby utrzymać na lotnisku odpowiednio krótko przyciętą trawę, sprowadzano każdego roku stado 200 owiec z gospodarstwa Leschitz-Cziasnau (stado przybywało zawsze we wczesnych godzinach rannych przed rozpoczęciem ruchu w mieście, dla owiec zbudowano specjalny barak na lotnisku oraz mieszkanie dla pasterza).
- 1932 – 22 grudnia prałat Józef Jagło poświęcił na lotnisku prowizoryczny kościół (Notkirche) z przebudowanego kasyna oficerskiego – kościół pod wezwaniem św. Michała. W budynku tym znajdowało się także przedszkole.
- 1933 – 23 kwietnia–14 maja odbyła się w Gliwicach wystawa lotnicza, podczas której zwiedzający oglądali z bliska dwa duże samoloty Lufthansy oraz maszyny sportowe. Na zakończenie wystawy przybył najszybszy wówczas samolot na świecie Heinkel He 70.
- 1934 – 1–8 czerwca czasie „Dni Lotnictwa” w Gliwicach przybył na samolocie Heinkel-Blitzmaschine „Falke” minister lotnictwa Loerzer. Zwiedził on pracownię lotniczą mieszczącą się w nieczynnej hali Królewskiej Huty i nadał jej nazwę „Bruno Loerzer”.
- 1934 – na lotnisku usprawniono oświetlony pas startowy dla lotów nocnych.
- 1935 – 28 maja w ramach ogólnoniemieckich zawodów „Deutschlandflug” lądowało na gliwickim lotnisku 170 maszyn, w tym 5 z Gliwic. Wszystkie wystartowały z berlińskiego lotniska Tempelhof. Gliwicki skoczek spadochronowy zapowiedział wtedy, iż wiosną 1938 zamierza na usprawnionej lotni z wysokości 3000 m szybować do wysokości 300 m i dopiero wtedy otworzyć spadochron, mimo niepowodzenia amerykańskiego skoczka (w 1937 zginął tragicznie podczas wykonywania skoku z samolotu przy pomocy lotni Elen Sohn; prędkość szybowania winna wtedy wynieść około 100 km/h).

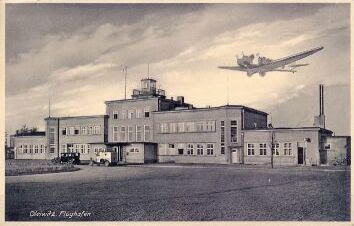
Dworzec portu lotniczego w Gliwicach (1938)

- 1939 – wprowadzono ranne i wieczorne loty do Berlina oraz otwarto linię do Wiednia. Lot do Wiednia miał trwać 85 minut, a obsługiwał go 3-motorowy samolot Ju-52 z 15. miejscami. Zarządzono też, że przewożenie poczty i paczek odbywało się wyłącznie nocą.
- 1939 – wrzesień, po wybuchu II wojny światowej lotnisko gliwickie było wykorzystywane w niewielkim stopniu do działań wojennych, co polegało na krótkotrwałym pobycie na nim jednostek Luftwaffe, w tym Sztabu oraz 1, 2 i 3 eskadr 3 Grupy 77 Pułku Myśliwskiego w dniach 7–9 września 1939[15].
- 1939 wrzesień–1945 styczeń – podczas II wojny światowej lotnisko służyło głównie celom wojskowym, jako baza lotnicza (Fliegerhorst) podległa Dowództwu Bazy (Flugplatz-Kommando A 19/VIII w okresie luty 1943–kwiecień 1944, zmiana nazwy na Fliegerhorst-Kommandantur A(o) 1/VIII w okresie kwiecień 1944–grudzień 1944). Do podstawowych zadań bazy Fligerhorst Gleiwitz należało przygotowanie uzupełnień dla eskadr Luftwaffe celem przygotowania pilotów do wykonywania przez nich lotów bojowych. W ramach tych zadań w Gliwicach działała Grupa Uzupełnień Ost 2 (Erganzungs-Jagdgruppe Ost), jak również wykonywano zadania związane z formowaniem jednostek bojowych dla Luftwaffe, w tym:
  - 7 eskadra III grupy 1 Pułku Myśliwskiego (III JG 1) została sformowana 6 stycznia 1942 (w Husum) z Jednostki Uzupełnień Lotnictwa Myśliwskiego z Gliwic (Einsatzschwarme z Erganzungs Gruppe Ost Gleiwitz).
  - II Grupa 2 Pułku Bombowców Nurkujących (Schlachtgeschwader 2) utworzona 17 grudnia 1942, w tym nowe jednostki: Sztab (Stab II./Sch.G.2), oraz 5,6 i7 Eskadry (5,6,7 Sch.G2), stacjonowała w Gliwicach w okresie grudzień 1942–kwiecień 1943.
  - 2 Eskadra (2 Staffel) Grupy Uzupełnień 52 Pułku Myśliwskiego (Jagdgeschwader 52)
  - 2 Eskadra Grupy Uzupełnień (Erganzungsgruppe 2/J.G.52) w okresie styczeń 1942–luty 1942[15].

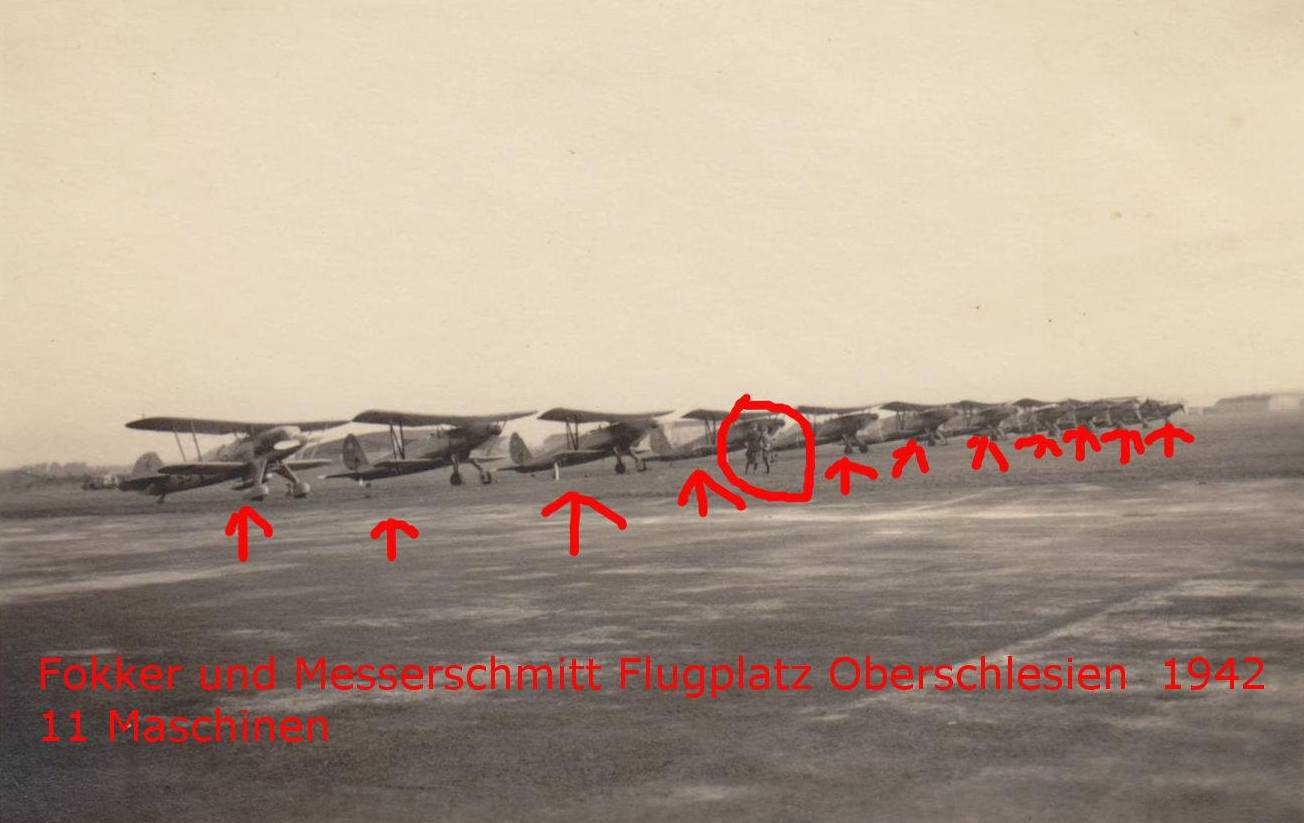
Samoloty Heinkel He 51 i Arado Ar 68 na płycie gliwickiego lotniska (1942)

Baraki warsztatowe, magazynowe oraz mieszkalne dla żołnierzy ciągnęły się daleko w stronę ulicy Pszczyńskiej. W pewnym zakresie lotnisko było wykorzystywane również do lotów komunikacyjnych przez Lufthansę, a w budynku portu działała restauracja, gdzie można było potańczyć. Na lotnisku było prowadzone również w pewnym zakresie szkolenie (szkolenie operacyjne). Szkolenie takie przechodził na lotnisku gliwickim w okresie 21 sierpnia 1942 – 10 października 1942 w Ergänzung–Jagdgruppe Ost między innymi as hitlerowskiej Luftwaffe Erich Hartmann. W zakresie szkolenia lotnisko pełniło rolę lotniska satelitarnego [pomocniczego Szkoły Pilotów C19 (Flugzeugführerschule C19) w Oławie w okresie 13 września 1941 – 26 czerwca 1944]. Dla zapewnienia realizacji ww. zadań, jako bazy Luftwaffe, na jego terenie wykonywano, między innymi, prace lub czynności niezbędne dla przechowywania i utrzymywania w sprawności samolotów należących do jednostek Luftwaffe przebywających na tym lotnisku.
Zadania bazy były realizowane przez następujące podstawowe jednostki zlokalizowane na jej terenie:
1. Dowództwo
2. Administracja
3. Dział szkolenia i operacyjny
4. Kierownictwo lotów
5. Biuro prognoz pogody
6. Stanowiska przechowywania samolotów (Luftpark Gleiwitz, później Luftpark 2/VIII),
7. Dział techniczny
8. Biuro techniczne i warsztaty wykonywania napraw i przeglądów (Werft Abteilung)
9. Magazyny części i uzbrojenia
10. Stacja i magazyn paliw
11. Kompania wartownicza
12. Baterie obrony przeciwlotniczej
13. Pluton obrony ppoż.

- W związku ze zbliżającymi się jednostkami Armii Czerwonej stacjonujące na jednostki Luftwaffe zostały ewakuowane, a obiekty jego infrastruktury w pewnej części zniszczone.
- 1945 – 24 stycznia lotnisko, podobnie jak teren Gliwic zostało zajęte przez oddziały Armii Czerwonej. Nacierające w ramach ofensywy styczniowej zakończyło niemiecki etap historii tego lotniska. W wyniku działań wojennych w 1945 zostały poważnie uszkodzone zabudowania dworca lotniczego, częściowo hangary oraz inne obiekty lotniskowe. Potem nastąpiło dalsze niszczenie obiektów lotniska, w tym budynku portu lotniczego, który był zlokalizowany po stronie zachodniej lotniska i po którym nie pozostał obecnie żaden ślad. Następnie lotnisko było przez pewien czas wykorzystywane przez lotnictwo radzieckie, w tym do kwietnia 1945 przez 111 Gwardyjski Pułk Lotnictwa Myśliwskiego(inne języki) latający na samolotach Ła-7[17].

### Etap drugi po 1945
- Po zakończeniu wojny stacjonujące na lotnisku lotnicze jednostki radzieckie opuściły je i w Gliwicach ustała działalność lotnicza. Lotnisko było wykorzystywane jedynie do przejściowego składowania zezłomowanych samolotów wojskowych[18]. Brak gospodarza przyczynił się do dalszej dewastacji lotniska. Dopuszczono do wyburzenia dworca lotniczego oraz zdemontowania dwóch hangarów, z których jeden został zmontowany na łódzkim lotnisku. Przez kilka lat na samym lotnisku nic się nie działo.
- 1946/47 – Koło Lotnicze Politechniki Śląskiej zorganizowało pierwszy teoretyczny kurs szybowcowy, dzięki któremu rozpoczęto praktyczne szkolenie szybowcowe. Aktywiści Ligi Lotniczej w Gliwicach: prezes – mjr Gliszczyński, wiceprezes – Stankiewicz i sekretarz – Leonard Dąbrowski[19] działali na terenie miasta w zakresie propagowania sportów lotniczych[b].

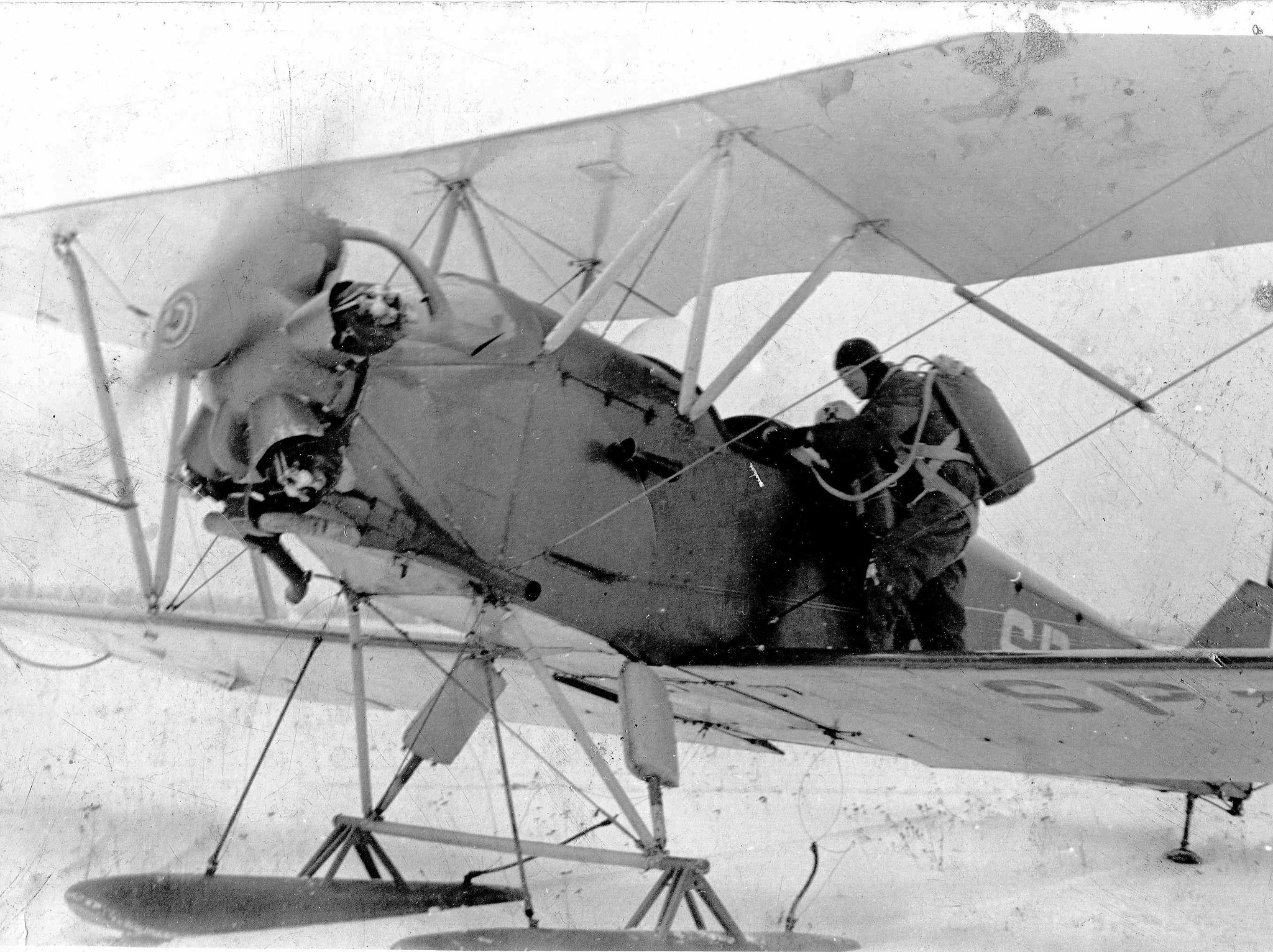
CSS-13 na płozach i skoczek spadochronowy (1956)

- 1948 – lotnisko zaczęło być sporadycznie wykorzystywane do wykonywania lotów szybowcowych przez Aeroklub Śląski. Na początek sprowadzono tu z Katowic wyciągarkę szybowcową oraz trzy szybowce, co umożliwiło rozpoczęcie lotów treningowych. Z lotniska korzystali również modelarze, którzy organizowali tu zawody[20].
- 1948 – na lotnisku stacjonowały 23 samoloty dwusilnikowe typu Siebel, z których dokonywano zdjęć fotograficznych Kraju dla celów kartograficznych.
- 1949 – na lotnisku w Katowicach były prowadzone prace modernizacyjne, przez pewien czas loty szybowcowe odbywały się na lotnisku w Gliwicach.
- Lata 50. – przystąpiono do odbudowy zniszczonego lotniska. Wyremontowano hangary – duży i mały, odbudowano budynki portowe oraz poddano niwelacji płytę lotniskową. Te wszystkie działania stworzyły warunki do podjęcia starań o utworzenie w Gliwicach aeroklubu[21].
- 1950 – 8–10 lipca na lotnisku gliwickim odbyły się Regionalne Silnikowe Zawody Lotnicze. Indywidualnie pierwsze dwa miejsca zajęli piloci Aeroklubu Śląskiego, który zwyciężył także w klasyfikacji drużynowej[22].
- 1953 – teren lotniska zaczął być w coraz to większym stopniu wykorzystywany przez Aeroklub Śląski do prowadzenia tu szkolenia spadochronowego i samolotowego. Zorganizowano tutaj dwa turnusy szkoleniowe skoszarowanego szkolenia samolotowego na samolotach CSS-13, na których wyszkolono około 40 pilotów samolotowych w zakresie potrzebnym do uzyskania licencji pilota samolotowego III klasy. Pierwszy z tych kursów odbył się w kwietniu 1953. Do szkolenia oddelegowani zostali Zdzisław Konik, jako komendant kursu, oraz instruktorzy Ludwik Antonowicz, Zbigniew Wróblewski, Edward Rydz i Stanisław Jończyk[22].

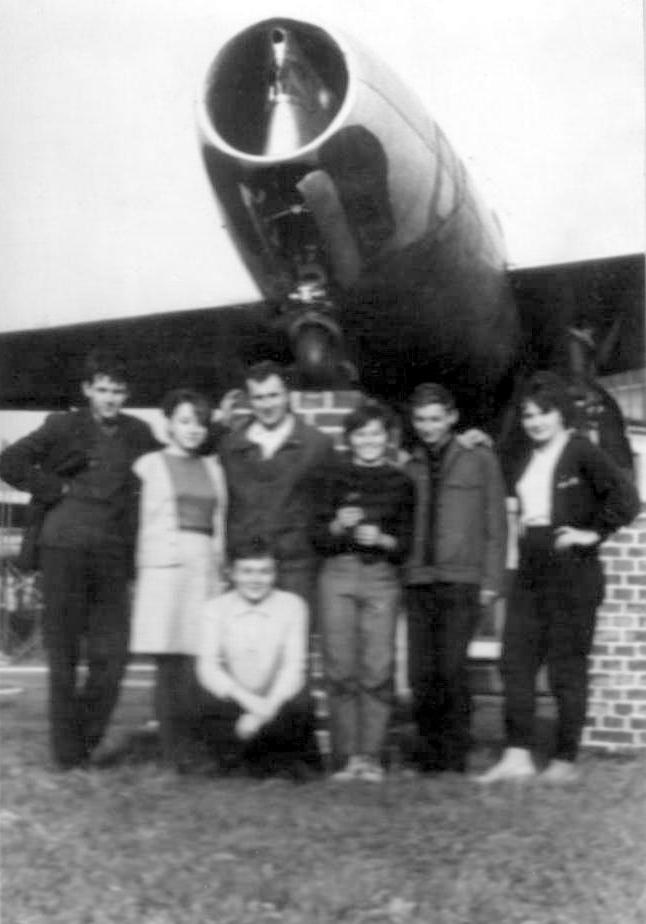
Przy pomniku Jaka-23

- 1953 – 15 kwietnia pierwszy po II wojnie światowej na lotnisko przyleciał samolot[23]. Ponadto tego samego dnia oprócz szkolenia samolotowego Aeroklub Śląski rozpoczął na gliwickim lotnisku również działalność spadochronową, którą zapoczątkował instruktor spadochronowy Franciszek Wójcikiewicz wykonując tutaj pierwszy po wojnie skok ze spadochronem typu: ST-1 z wysokości 800 m z samolotu CSS-13 SP-AOR, pilotowanego przez instruktora Ludwika Antonowicza. Oprócz Franciszka Wójcikiewicza skoki wykonywali również skoczkowie: Anna Franke, Lucyna Marszałek i Janusz Żakowski, którzy po powstaniu Aeroklubu Gliwickiego stali się zalążkiem jego sekcji spadochronowej. Skoki treningowe wykonywano w przerwach szkolenia samolotowego[24].
- 1955 – został utworzony Aeroklub Gliwicki, działający początkowo jako filia Aeroklubu Śląskiego, a od 1956 jako jednostka samodzielna, który jest właścicielem lotniska w Gliwicach.

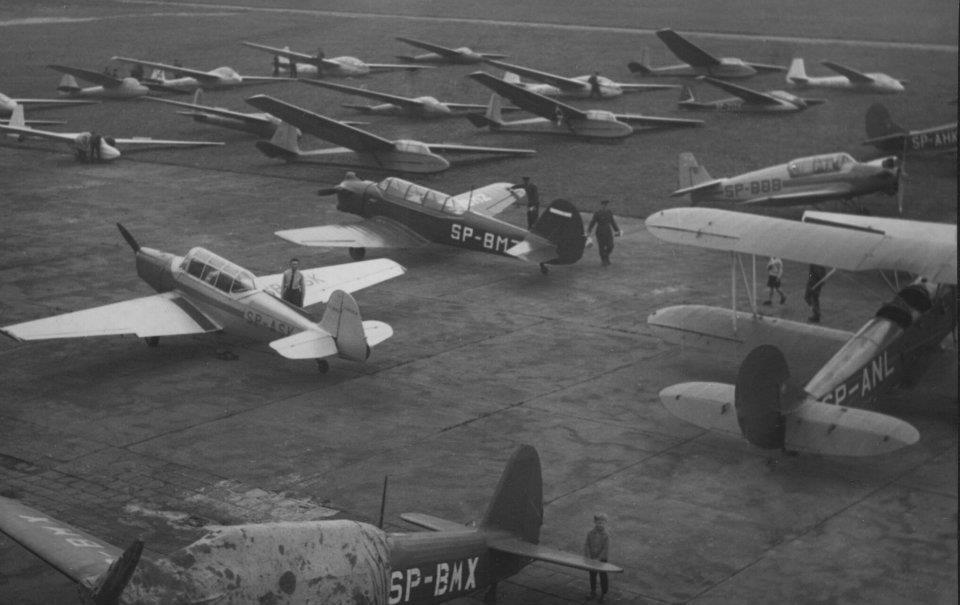
Statki powietrzne na lotnisku w Gliwicach (lata 60. XX w.)

- 1974 – Gliwice były miastem etapowym XII Samolotowego Rajdu Dziennikarzy i Pilotów[25].
- 1982 – w okresie stanu wojennego, lotnisko było wykorzystywane przez ZOMO jako miejsce do ćwiczeń związanych z tłumieniem demonstracji, w tym z użyciem gazu łzawiącego.
- 1984 – lipiec, z okazji XL-lecia PRL, na gliwickim lotnisku została zorganizowana wystawa sprzętu lotniczego.
- 1990 – 24 września Aeroklub Gliwicki przekazał do Lubuskiego Muzeum Wojskowego w Drzonowie samolot Jak-23 z numerem fabrycznym „807” i burtowym „06”, z pomnika sprzed hangaru[c][26].
- 1992 – lotnisko w czasie pożaru lasu w nadleśnictwie Rudy Raciborskie było bazą lotnictwa pożarniczego (350 startów i tyleż samo lądowań dziennie). Zaopatrywano samoloty na lotnisku w środki gaśnicze i paliwo, a załogi w posiłki[27].

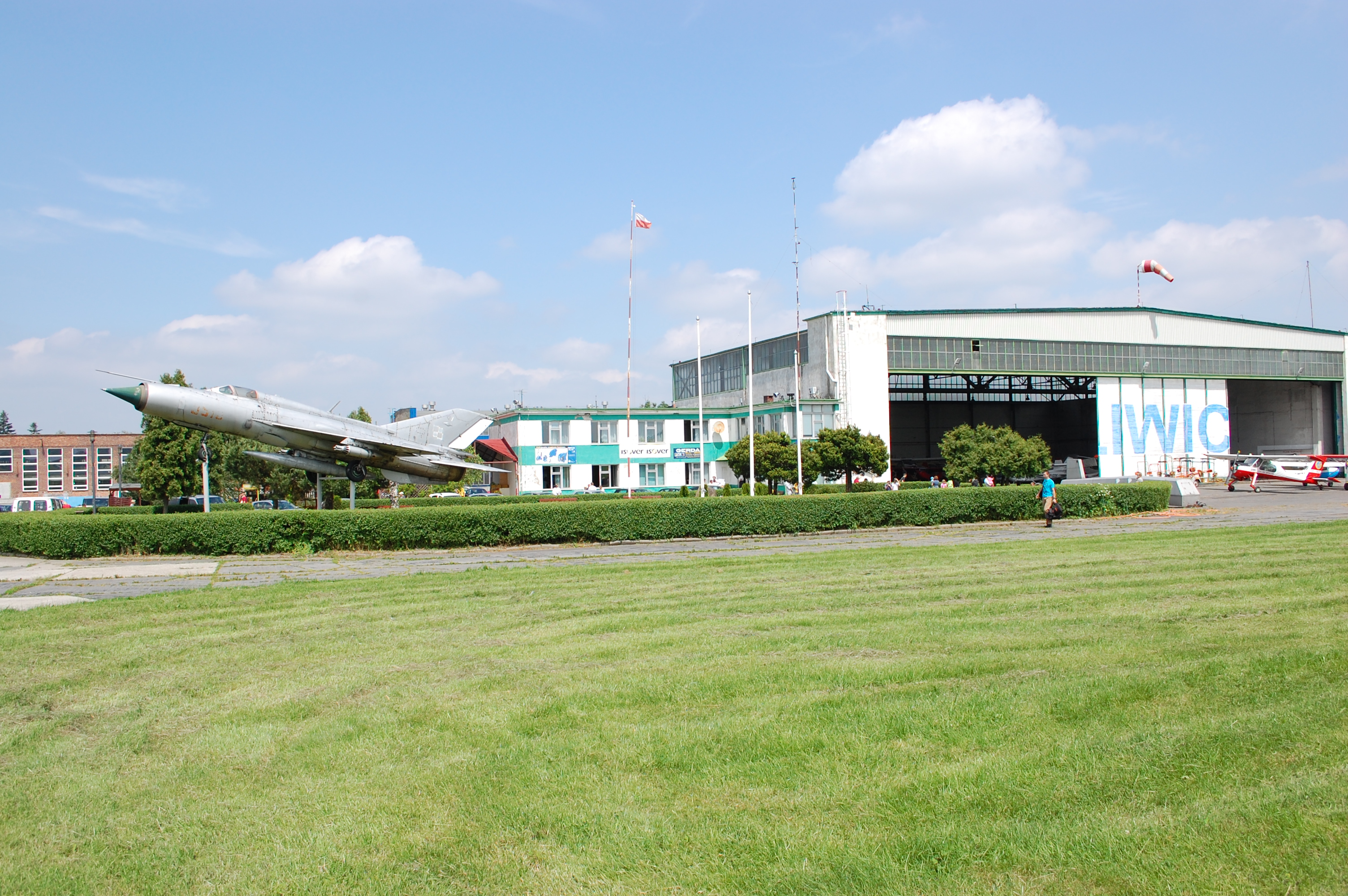
Duży Hangar na lotnisku w Gliwicach (czerwiec 2010)

- 1999 – czerwiec, w czasie VII pielgrzymki, dwukrotnie pół miliona ludzi oczekiwało na przylot i lądowania Papieża Jana Pawła II, który za drugim razem, 17 czerwca, spotkał się tu z wiernymi[27].
- 1999 – odbyły się I Gliwickie Zawody Balonowe o „Złotą Kroplę”[28].
- 2006 – 15 października odsłonięto na terenie lotniska pomnik upamiętniający przybycie 17 czerwca 1999 Papieża Jana Pawła II do Gliwic. Pomnik to dwumetrowy głaz, na którym umieszczono tablicę zawierającą następującą treść: „Ojcu św. Janowi Pawłowi II za dar jego obecności na tym miejscu 17 czerwca 1999 roku wdzięczni Gliwiczanie”[29] .
- 2012 – maj, zakończono budowę na terenie lotniska obiektu przedsiębiorstwa Flytronic, w którym są prowadzone prace związane z bezzałogowymi statkami powietrznymi używanymi do obserwacji i rozpoznania[30].
- 2012 – 23 czerwca z gliwickiego lotniska wystartował eksperymentalny balon niosący unikalną aparaturę radioelektroniczną, którego zadaniem było dotarcie na wysokość około 30 km i przekazywanie w tym czasie obrazu telewizyjnego oraz danych telemetrycznych, takich jak pozycja, wysokość, ciśnienie i temperatura[31].
- 2013 – sierpień, na lotnisku rozpoczęła działalność Strefa Spadochronowa SkyCamp Silesia[32], następnie zmieniono nazwę na Strefa Silesia.
- 2016 – 28 sierpnia Aeroklub Gliwicki, wspólnie z Urzędem Miasta Gliwice i Górnośląską Agencją Przedsiębiorczości i Rozwoju sp. z o.o., byli organizatorami Pikniku Lotniczego z okazji „100 lat lotniska w Gliwicach & 60 lat Aeroklubu Gliwickiego”[33].
- 2020 – 4 grudnia został technicznie oddany do użytku betonowy pas startowy[4] wraz z drogą kołowania DKA oraz płytą postojową PPS1. Znajduje się w części lotniska EPGL należącej do Górnośląskiej Agencji Przedsiębiorczości i Rozwoju sp. z o.o.a[6], a oficjalne jego otwarcie nastąpiło 10 grudnia[1].
- 2021 – 11 kwietnia około 13:30 podczas lądowania na lotnisku rozbił się samolot Aero AT-3 R100 SP-TOF. Przyczyną był silny podmuch wiatru. W zdarzeniu została ranna jedna osoba. Wewnątrz był tylko pilot, który o własnych siłach opuścił samolot[34].

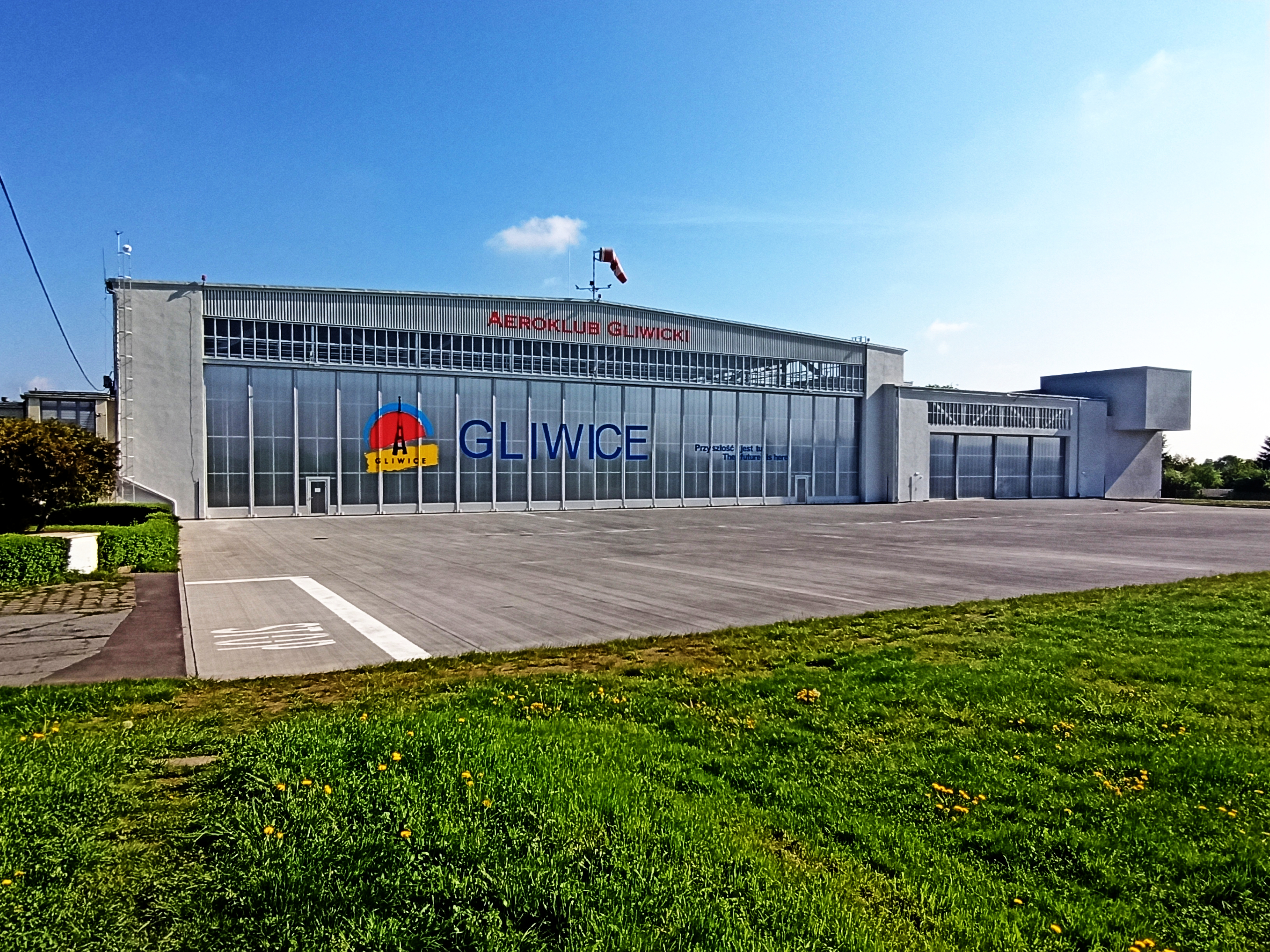
Gliwickie Centrum Edukacji Lotniczej (maj 2021)

- 2021 – 28 sierpnia nastąpiło uroczyste otwarcie Gliwickiego Centrum Edukacji Lotniczej[35].
- 2021 – 10 września ok. godz. 13:40 na strefie Silesia doszło do tragicznego wypadku skoczka spadochronowego[36]. Spadochron wszedł w rotację (spiralę) na wysokości około 150 m. Prędkość i sposób, w jaki skoczek zderzył się z ziemią nie dawały mu szans na przeżycie[37]. Zginął na miejscu Mariusz Ozga[38]
- 2021 – październik, na lotnisku rozpoczęła działalność Zadeklarowana Organizacja Szkolenia (DTO) Air4 wpisana do rejestru DTO prowadzonego przez Prezesa Urzędu Lotnictwa Cywilnego pod numerem PL.DTO.77, następnie organizacja uzyskała wpis do rejestru Certyfikowanych Organizacji Szkolenia (ATO) pod numerem PL.ATO.002[10].